# Oglala

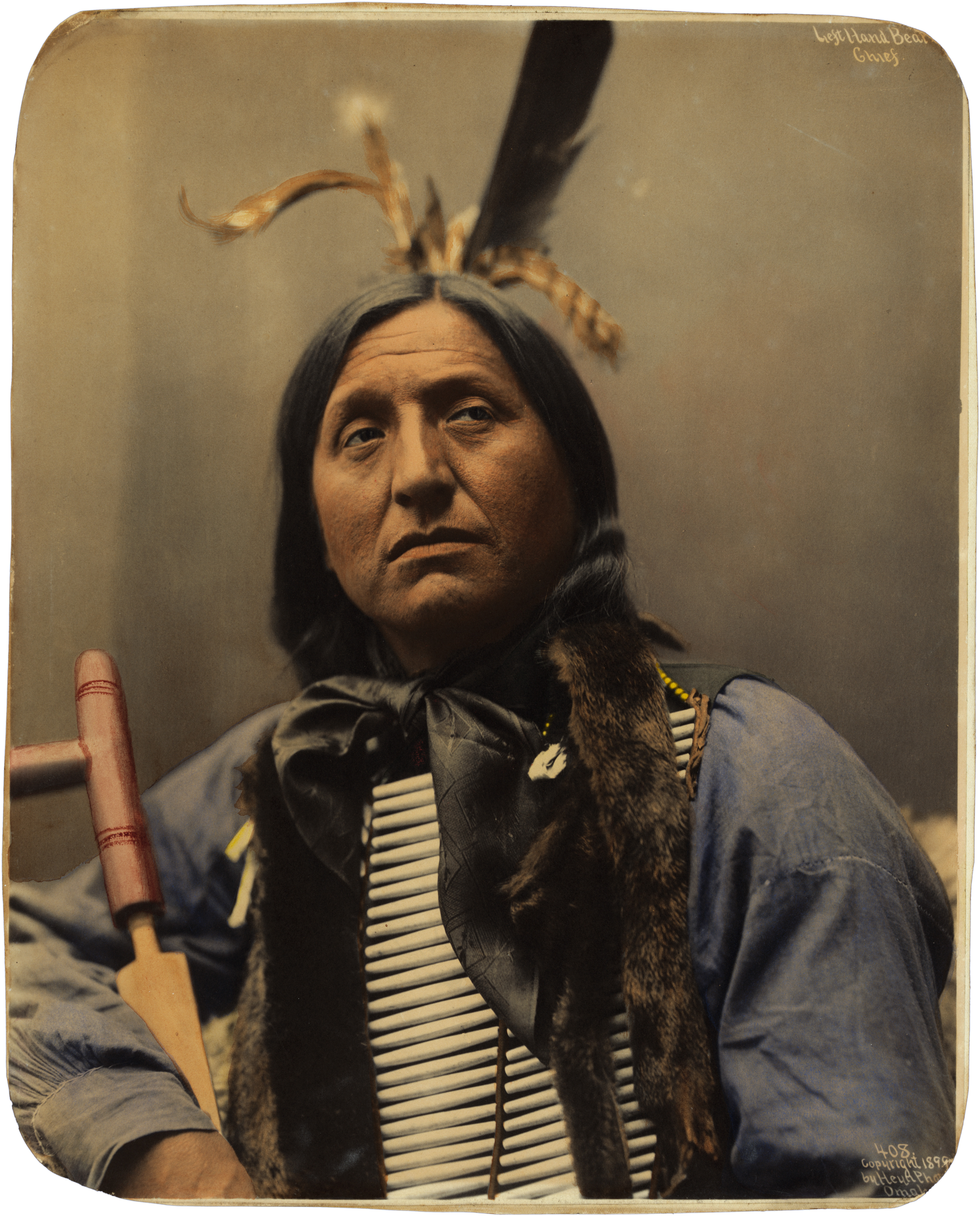
Un capo guerriero oglala, Orso Mancino (Mahto Napecatka)

Gli Oglala sono una delle sette tribù dei nativi americani Teton Lakota meridionali, originariamente insediatasi nelle Grandi Pianure, i cui discendenti tuttora vivono in alcune riserve indiane. Il nome O-ma-glala significa "coloro che si disperdono".

## Storia
Provenienti dalle pianure boscose del Minnesota nel XVI secolo, i Teton successivamente si spostarono gradualmente verso ovest, per finire ad abitare nelle regioni tra il Montana e il confine sud del Canada, dagli inizi del XIX secolo. Questo territorio era spesso conteso ai Crow, popolazione nativa americana che si era stanziata nelle vicine regioni del nord-ovest.
I conflitti tra gli Oglala e il governo statunitense iniziarono ad accendersi a partire dalla metà dell'Ottocento, con l'apertura da parte degli Stati Uniti del "sentiero di Bozeman", che attraversava il territorio lakota e faceva fuggire i bisonti, fonte essenziale di cibo e vestiario nella vita dei nativi nordamericani.
Nel decennio 1850 emersero tra gli Oglala diversi capi guerrieri, tra i quali Maḣpíya Lùta, (Nuvola Rossa), che, al termine della "Guerra di Secessione", guidò con successo la resistenza dei Teton e dei loro alleati Cheyenne e Arapaho contro la costruzione di forti militari e poi di una linea ferroviaria lungo il "Bozeman Trail" (un progetto ferroviario che avrebbe dovuto collegare il Wyoming ai bacini auriferi del Montana), e depose le armi, dopo due anni di guerra, soltanto in seguito all'abbandono del progetto da parte del Governo statunitense.
A partire dalla fine degli anni sessanta dell'Ottocento, e comunque dopo la guerra di secessione americana, il governo di Washington ebbe a disposizione un maggior numero di uomini da inviare nel "lontano Ovest", aumentando le dimensioni del conflitto con i nativi. Le battaglie tra i due schieramenti erano necessariamente un "tocca e fuggi" da parte dei primi, che per inferiorità numerica e tecnologica, non avevano speranze di vittoria in campo aperto. Una grande riserva per gli Oglala fu istituita a Pine Ridge, dove la grande maggioranza di essi si radunò sotto la guida di Nuvola Rossa.
La scoperta dell'oro nei Black Hills riaccese il conflitto, e Nuvola Rossa, insieme al suo coetaneo e alleato Sinte Galeshka (Coda Chiazzata), capo principale degli Sichangu e della grande riserva istituita per costoro a Rosebud, si oppose fermamente alle pretese statunitensi, riuscendo per diverso tempo a rintuzzarle, finché il Governo di Washington decise di usare le maniere forti, arrestando entrambi i capi e ponendo le due riserve sotto controllo militare.
La guida degli "ostili" in occasione della guerra per la difesa dei Black Hills fu quindi assunta da Tatanka Yotanka (Toro Seduto), capo della settentrionale divisione Hunkpapa Teton Dakota, coadiuvato dal famoso capo guerriero Piji (Fiele), e intorno a loro si riunirono non soltanto le divisioni settentrionali della nazione Teton Dakota (Hunkpapa, Sihasapa, Minneconjou, Itazipcho, Oohenonpa), ma anche gruppi Oglala e Sichangu fuorusciti dalle rispettive riserve.
Proprio in questi anni di guerre emerse fra gli Oglala una figura destinata a diventare leggendaria: Cavallo Pazzo (Tashunke Witko), guerriero carismatico ed umile cui gli Oglala portavano grande rispetto. L'apice del conflitto tra la popolazione dei nativi nordamericani e l'esercito americano venne raggiunto nella metà degli anni settanta, e in particolar modo nel 1876, con la battaglia del Little Bighorn, in cui il 7º Cavalleggeri venne sconfitto da 2500-3000 guerrieri Lakota, Cheyenne e Arapaho. In questa battaglia trovò la morte George Armstrong Custer, Tenente Colonnello al comando della forza di cavalleria che aveva l'obiettivo di eliminare i nativi ostili.
Dopo la battaglia del Little Bighorn, il 25 giugno 1876, le difficoltà di resistere allo stile di vita nomade si fecero maggiori, a causa di un inverno particolarmente freddo e delle continue incursioni delle giubbe blu, il cui numero era sempre maggiore, a causa della volontà del presidente Ulysses S. Grant di porre fine alla guerriglia dei nativi una volta per tutte. Infine il tradimento di Piccolo Grande Uomo mise fine al sogno oglala di tornare alla vita libera e scappare dalle riserve: Piccolo Grande Uomo, il migliore amico di Cavallo Pazzo, abbandonò la resistenza oglala per arruolarsi tra le giubbe blu, dove ai nativi venivano offerte le comodità tipiche della vita sedentaria, in cambio della fedeltà al governo di Washington.
Il 5 settembre Cavallo Pazzo decise di arrendersi, e con la sua gente andò a Fort Robinson, Nebraska. Mentre veniva condotto in cella, ebbe un moto di ribellione e cercò di divincolarsi dalla presa dei soldati. Piccolo Grande Uomo lo trattenne per le braccia ed un altro soldato lo trafisse con la baionetta.
Con la morte di Cavallo Pazzo si conclude la resistenza oglala al Governo degli Stati Uniti. 
Assassinato nello stesso anno il grande capo sichangu Coda Chiazzata, Nuvola Rossa fu destituito dalla carica di capo oglala dopo una disputa con un agente governativo nel 1881. 
Ancora oggi gli Oglala vivono nelle riserve assegnate loro dal governo statunitense (nella fattispecie la riserva indiana di Pine Ridge).

## Bande o Tiyošpaye storiche Oglala
Assieme agli Sichangu Teton, stanziati nella riserva indiana di Rosebud, sono spesso chiamati Lakota meridionali. La divisione Oglala era ulteriormente suddivisa nelle seguenti tiyošpaye o bande principali (essendovene altre minori), divise a loro volta in varie tiwahe locali (famiglie):
- Iteshicha
- Oyukhpe
- Hunkpatila
- True Oglala
- Kiyuksa